# Рисіпень
Рисіпень (рум. Risipeni) — село у Фалештському районі Молдови. Адміністративний центр однойменної комуни, до складу якої також входить село Бокша.

## Населення
За даними перепису населення 2004 року у селі проживали 1125 осіб.
Національний склад населення села:
| Національність   | Кількість осіб | Відсоток   |
| ---------------- | -------------- | ---------- |
| молдавани румуни | 1110 7         | 98,7% 0,6% |
| українці         | 5              | 0,4%       |
| росіяни          | 3              | 0,3%       |
| Всього           | 1125           | 100%       |